# ZERO (art)
 (décembre 2014).
Pour les articles homonymes, voir Groupe ZERO.

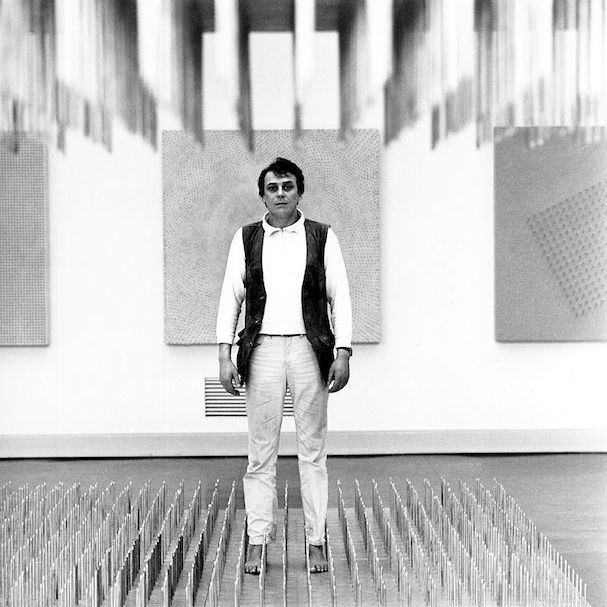
Günther Uecker. Foto: Lothar Wolleh

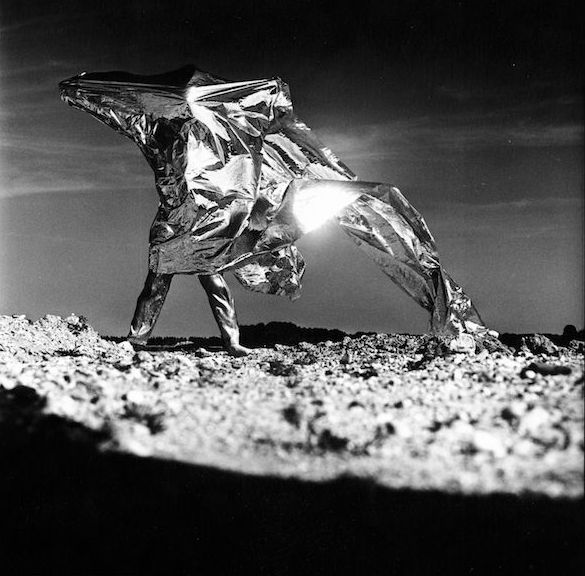
Heinz Mack Photo : Lothar Wolleh

ZERO était un rassemblement occasionnel d'artistes autour de conceptions et de manifestations dont Heinz Mack peut être considéré comme le théoricien et l'animateur.
ZERO était une sorte de regroupement internationalement ouvert aux artistes cherchant un certain renouveau artistique et se lançant dans l’entreprise aventureuse de donner des formes à l’universalité. Ce projet étant assez partagé durant cette période, le groupe ZERO a pu compter plusieurs « familles » d’artistes déjà unis sous des dénominations fédératrices, comme le Gruppo Nucleare (Groupe nucléaire) de Milan, le Nouveau Réalisme, le Groupe de recherche d’art visuel, le groupe NUL, Gutai, etc., ensemble d’artistes proches d’un courant que l’on a pu aussi définir comme faisant partie de « la nouvelle tendance ». Depuis une dizaine d’années, les institutions muséales ont souhaité remettre au goût du jour les problématiques engendrées par le groupe ZERO en organisant plusieurs expositions, qui ont à chaque fois tenté d’éclaircir ce phénomène ambitieux que fut ZERO.

## Origine
Zéro a commencé par être le nom d'une revue d'art fondée en 1958 par Heinz Mack et Otto Piene, avant de désigner le groupe dont les seuls membres permanents furent jusqu'à sa dissolution officielle en 1967, ses deux fondateurs et Günther Uecker, venu se joindre à eux en 1961.
En 1957, les deux artistes décident d’ouvrir leurs ateliers au public, et la première de ces manifestations nocturnes, nommées « expositions d’un soir », eut lieu le 11 avril 1957. Otto Piene s’explique ainsi sur la naissance de ZERO : « Nous n’avions pas l’intention de créer un groupe, au départ : c’était une relation d’amitié. Mack et moi avions des ateliers voisins ; nous parlions beaucoup et avions développé une sorte d’attitude artistique » 
La première « exposition d’un soir » est considérée comme l’acte fondateur du groupe ZERO ; elle marque le point de départ d’une action collective qui, en 1958, concevra une revue éponyme qui marquera réellement l’affirmation du groupe.

## Développement
Le groupe ZERO de Düsseldorf a travaillé à partir de deux composantes principales, la lumière et sa dynamique. Piene usa particulièrement de la lumière électrique et des effets de projection que celle-ci permettait. Mack pratiqua une autre approche en traduisant la lumière naturelle par des écrans transparents souvent striés et parfois même motorisés, superposant plusieurs écrans pour montrer de ce fait des vibrations lumineuses. Uecker quant à lui recouvrait panneaux et objets divers de clous de différentes tailles, ce qui offrait une perception vibratoire de la lumière. Ils s’adonnèrent parfois à la réalisation d’œuvres communes, comme ce fut le cas dans l’hommage à Fontana, présenté à partir de 1964. L’aspect évolutif et dynamique de leurs travaux font que l’histoire de l’art les a classés au chapitre de l’art cinétique. Ceci s’explique facilement par leur usage du mouvement, de la lumière et de l’électricité, qui selon Franck Popper, théoricien de ce courant, constituent autant de spécialités de cet art du mouvement. Les trois artistes eurent de nombreuses occasions d’exposer ensemble à travers l’Europe et les États-Unis et constituèrent véritablement un groupe d’artistes. C’est cette définition de ZERO qui est la plus généralement répandue, mais elle en est aussi la vision la plus restreinte, même si les trois artistes de Düsseldorf ont constitué l’axe principal du développement et de l’organisation de cette tendance.

Les trois artistes faisaient partie d'une génération de l'après-guerre dominée par un sentiment profond de culpabilité. Alors qu'elle n'avait aucune responsabilité, elle en subissait quand même les revers. Pour Mack et Piene, il fallait repartir de zéro ! Il fallait entreprendre une tâche d'exorcisme, désencombrer l'expression artistique de la faillite de l'humanité. À cette fin, Mack avança deux types de prescriptions, les unes morales :      

« L'expédition de notre imagination s'éloigne irrésistiblement de la mélancolie étouffante des vielles habitudes dont nous nommons l'oxydation archaïque: La culture européenne. Une nouvelle collaboration des artistes devra congédier les fonctionnaires et les consommateurs, de même que ses utopistes et ses prophètes. La réserve totale de l'art sera une nouvelle liberté; elle est une expression de la zone zéro, l'expression de nos attentes sans bornes »

.

Les autres prescriptions d'ordre formel étaient : 

« L'espace ouvert et profond qui, même à l'horizon, ne veut pas trouver sa limite est la libre sphère pour mon regard qui parcourt les étendues proches et lointaines, sans direction, intention ou pesanteur, jusqu'à ce que mon regard me revienne...Dans de pareilles étendues, la clarté de la lumière et la plénitude du calme se répandent continuellement. C'est par la lumière que l'espace a sa sensibilité, son atmosphère, sa transparence »

.
S'ensuivent des œuvres qui ont pour titres Peintures de lumières, Reliefs de lumière, Fontaines de lumière, Moulins de lumière.
Yves Klein dit d'eux : « Ce sont des croque-sensibilité, ils sont très malins, ils vous prennent tout et ne vous donnent rien... Attention ! »
Cette association large trouve très certainement son origine dans la galerie d’Alfred Schmela (de), un ancien peintre, qui prend le parti d’exposer Yves Klein dès mai 1957 (pour l’inauguration de sa galerie de Düsseldorf), alors que le climat général est encore à l’expressionnisme abstrait et, plus particulièrement en Europe, à la tendance parisienne de ce que l’on a appelé l’abstraction lyrique. Cette galerie va vite devenir le lieu principal de l’orchestration de ZERO. Klein est parmi les premiers Français à exposer en Allemagne dans l’après-guerre, qui enfermait alors les deux pays dans une totale absence de communications et d’échanges sur le plan artistique. En fait, Heinz Mack était déjà venu rendre visite à Yves Klein dans son atelier parisien dès la fin de l’année 1955, au cours de laquelle il fit également connaissance de Jean Tinguely, qui sera plus tard lui aussi impliqué dans les démarches du groupe ZERO. À la fin des années 1950, Klein se rendra fréquemment en Allemagne, notamment pour les travaux qu’il réalise pour l’Opéra de Gelsenkirchen. Progressivement, les liens se tissent avec le groupe de Düsseldorf, Klein expose même pour la première fois en compagnie des artistes allemands en avril 1958 lors de la VIIe « Exposition d’un soir ». C’est le début d’une collaboration qui va s’internationaliser de plus en plus.
La même année, Piero Manzoni, qui s’intéresse aussi de près aux travaux de Klein et de Lucio Fontana dont il a pu prendre connaissance à Milan, voyage aux Pays-Bas où il prendra contact avec les futurs artistes du groupe NUL. Peu à peu, les réseaux s’organisent jusqu’au printemps 1959, où Tinguely organise l’exposition « Motion in Vision - Vision in Motion » à Anvers. C’est véritablement l’exposition fédératrice du groupe, qui réunit, entre autres : Bury, Klein, Mack, Manzoni, Piene, Soto et Spoerri. Le courant ZERO s’affirme. À partir de ce moment, beaucoup d’expositions collectives auront lieu et rassembleront les milieux artistiques des quatre villes principales : Amsterdam, Düsseldorf, Milan et Paris, notamment au Stedelijk Museum d'Amsterdam en mars 1962 et en 1965. À partir du début des années 1960, Fontana expose même en compagnie de cette jeune génération qui lui voit en lui un père spirituel. Sa participation au mouvement ZERO est en quelque sorte la consécration du groupe, ou, du moins, un soutien majeur de la part de cette figure, qui à l’époque est déjà reconnue de l’art contemporain.
« Ce n’est pas par l’effet du hasard que se réunissent et travaillent ensemble des individualités artistiques aussi fortes que Manzoni, Klein ou Piene. Le substrat de ce phénomène est une intuition commune qui fonde leurs relations personnelles et leurs recherches ».
Néanmoins, la mort similaire par crise cardiaque de Klein leader du Nouveau Réalisme, en juin 1962 et, 8 mois plus tard, de Manzoni, précurseur de l'Arte Povera, entravera cette collaboration européenne. Par la suite, le Groupe NUL hollandais sera dissout après la grande exposition de l'ensemble de ces mouvements de l'avant-garde européenne organisée en 1965 au Stedelijk Museum, qui présente également le groupe japonais Gutai, pionnier de la performance, dont Klein avait suggéré la participation dès 1962. En 2015, le Stedelijk Museum a organisé une rétrospective intitulée ZERO, Let Us Explore the Stars pour célébrer les 50 ans de cette exposition historique.
Piene dénombre 133 artistes ayant collaboré au « projet ZERO » dans le cadre d’expositions communes. Les revues telles que « ZERO », « Azimuth » ou encore « Nul » furent non seulement les réels organes de diffusion du groupe, mais elles furent aussi un facteur de cohésion et de communication entre les différentes associations d’artistes, regroupés alors le plus fréquemment par pays. « L’exposition de 1965 au musée Stedelijk d’Amsterdam montra clairement que sous la bannière de ZERO se retrouvait un large spectre d’artistes et de groupes. Au milieu des années 1960, ce nom ne désignait plus seulement un groupe de trois artistes allemands (1957/1966), il était devenu un terme général pour un mouvement international de l’après-guerre (de 1962 à 1966 environ), rassemblant des artistes d’Allemagne, des Pays-Bas, d’Italie, de France, de Suisse, de Belgique, du Japon, du Venezuela, du Brésil et des États-Unis ».
L’exposition sur la mouvance qui a pris place à Nice en 1998 s’intitulait « ZERO INTERNATIONAL ». Cette formulation est à attribuer à Renate Wiehager qui a signé un essai portant ce titre dans le catalogue de l’exposition. Soulignons qu’elle permet de désigner de façon commode la mouvance ZERO, et de la distinguer du groupe souche de Düsseldorf.[réf. souhaitée]

## Renouveau, utopie et spiritualité
ZERO souhaitait incarner un renouveau artistique et spirituel engagé dans une tentative de redéfinition de la modernité, qui pourrait faire sortir le monde des traumatismes qu’avait engendrés la guerre. Le mouvement allait développer tout un programme visant une reconstruction intellectuelle conduite par des idéaux forts. À travers une critique vigoureuse du matérialisme occidental, Otto Piene comptait apporter des valeurs nouvelles : « Je croyais à une autre forme de renaissance. Elle devait être spirituelle, intellectuelle, fondée sur les domaines d’excellence de l’histoire allemande : l’art, l’humanisme, la créativité intellectuelle. D’une certaine manière ZERO est né d’un esprit de résistance face à la montée d’un nouveau matérialisme, avec l’espoir qu’un nouvel esprit, un nouveau départ ouvrirait une nouvelle période pour la pensée, les émotions de la vie. À cette époque l’idée la plus répandue était que le bien-être matériel rendrait les gens heureux. J’étais contre cela » .
Cette quête de renouveau artistique et social que souhaitait ZERO rappelle les conceptions du Bauhaus qui était apparu au lendemain de la première guerre mondiale. Comme le mouvement fondé par Gropius, ZERO souhaitait se démarquer de la génération artistique traumatisée par la guerre, qui dans le cas présent était représentée par la génération des peintres informels.
La nébuleuse que formait ce groupe était un forum ouvert aux artistes qui pouvaient y échanger librement. Ils voulaient ensemble révolutionner le langage de l’image, et supplanter la peinture gestuelle héritée de Pollock, dans laquelle ils ne voyaient qu’une tentative de surmonter le chaos et la douleur du passé. Ils préféraient à cela un optimisme offrant une vision positive du monde et de son devenir. Ils rejetaient aussi par là le geste artistique individualisé, remplacé par une forme de spiritualité objective qui devrait se concrétiser par la recherche d’une présence plastique immatérielle explorant les potentialités expressives de la lumière et du dynamisme. Cette recherche d’une nouvelle spiritualité et de l’objectivité artistique se retrouve également dans les démarches du groupe Gutaï. Les conceptions du groupe japonais avaient elles aussi émergé dans une période de libération après une doctrine totalitariste. Ces mouvements cherchaient tous les deux à faire progresser, à accélérer certaines évolutions et à instaurer certaines valeurs, comme le remarque Rainer Zimmermann à travers l’étude qu’il livre dans le catalogue d’exposition ZERO (Saint-Étienne, 2006). Cette exposition rapprochait effectivement les travaux des deux groupes.
Le catalogue de l’exposition de Saint-Étienne (2006) fait débuter la chronologie de ZERO en 1946, date du manifeste Blanc écrit sous l'élan Fontana. Envisager cette prise de position artistique comme le point de départ de « l’époque ZERO » apparaît assez judicieux au regard des idéaux revendiqués dans cet écrit. Fontana y exprime effectivement son désir de mettre à profit l’espace, l’environnement naturel et ses éléments afin de faire s’embrasser l’homme et la nature. « Nous nous voulons proche de la nature, comme l’art ne l’a jamais été au cours de son histoire » .
L’acte artistique a été pour l’expérience ZERO le moyen de concrétiser l’utopie. Le rêve d’un système d’harmonie spirituelle s’est ainsi retrouvé dans plusieurs types d’œuvres emblématiques de l’art ZERO tendant vers l’immatérialité et essayant de rendre tangible l’intangible. Les tableaux de fumée de Piene donnent d’une certaine manière une piste pour saisir l’insaisissable : « Vouloir prendre au piège la matière en circulation dans l’espace » .
En cela, la lumière (rappelons ici qu’elle est l’une des caractéristiques du groupe) a été utilisée comme un moyen de cette dématérialisation. Cette prise de conscience d’un espace universel appropriable par l’art se retrouve également dans les tableaux monochromes de Klein, les concepts spatiaux de Fontana, ou dans les différentes configurations des lignes de Manzoni. Ces œuvres marquent la volonté de s’approprier une totalité.

## Recherche
La « fondation ZERO » a été créée en 2008 par Mattijs Visser avec les artistes Zero Heinz Mack, Otto Piene et Günther Uecker et le Kunstpalast Museum. La fondation a pour tâche d'examiner, de conserver et de présenter les œuvres et les documents du groupe Zéro. Le 0-institute  se concentre sur les mouvements internationaux ZERO des années soixante et mène des recherches dans le but de publier des informations sur les artistes sous forme numérique, écrivains, expositions et conservateurs. 0-institute construit une archive Web internationale avec des photos, de la correspondance et des essais, historiques et récents. À partir de 2020, il sera situé dans le bâtiment Hegius à Deventer.

## Artistes ayant participé au groupe ZERO
- Pays Bas : Armando, Jan Henderikse, Henk Peeters, Jan Schoonhoven, Herman de Vries
- Belgique : Pol Bury, Walter Leblanc, Jef Verheyen, Paul Van Hoeydonck
- Allemagne : Bernard Aubertin, Hermann Bartels, Hermann Goepfert, Gerhard von Graevenitz, Gotthard Graubner, Hans Haacke, Oskar Holweck, Adolf Luther, Heinz Mack, Otto Piene, Uli Pohl, Hans Salentin, Günther Uecker
- Italie : Agostino Bonalumi, Enrico Castellani, Giani Colombo, Dadamaino, Piero Dorazio, Lucio Fontana, Francesco Lo Savio, Piero Manzoni, Almir Mavignier, Turi Simeti, Nanda Vigo
- France : Bernard Aubertin, Arman, Yves Klein
- Japon : Akira Kanayama, Yayoi Kusama, Sadamasa Motonaga, Saburo Murakami, Shozo Shimamoto, Kazuo Shiraga, Atsuko Tanaka, Tsuruko Yamazaki, Jiro Yoshihara, Michio Yoshihara
- Suisse : Christian Megert, Daniel Spoerri, Jean Tinguely
- Venezuela : Jesus Rafael Soto

## Expositions
- ZERO Avant-garde internationale des années 1950-1960, au Musée d'art moderne et contemporain de Saint-Étienne Métropole, du 15 septembre 2006 au 15 janvier 2007[3].
- Zero, Paris-Dusserldörf, au Passage du Retz (Paris), du 10 juillet au 18 septembre 2013.
- ZERO, Let Us Explore the Stars, au Stedelijk Museum d'Amsterdam, du 4 juillet au 8 novembre 2015[4].